# Akif Çağatay Kılıç

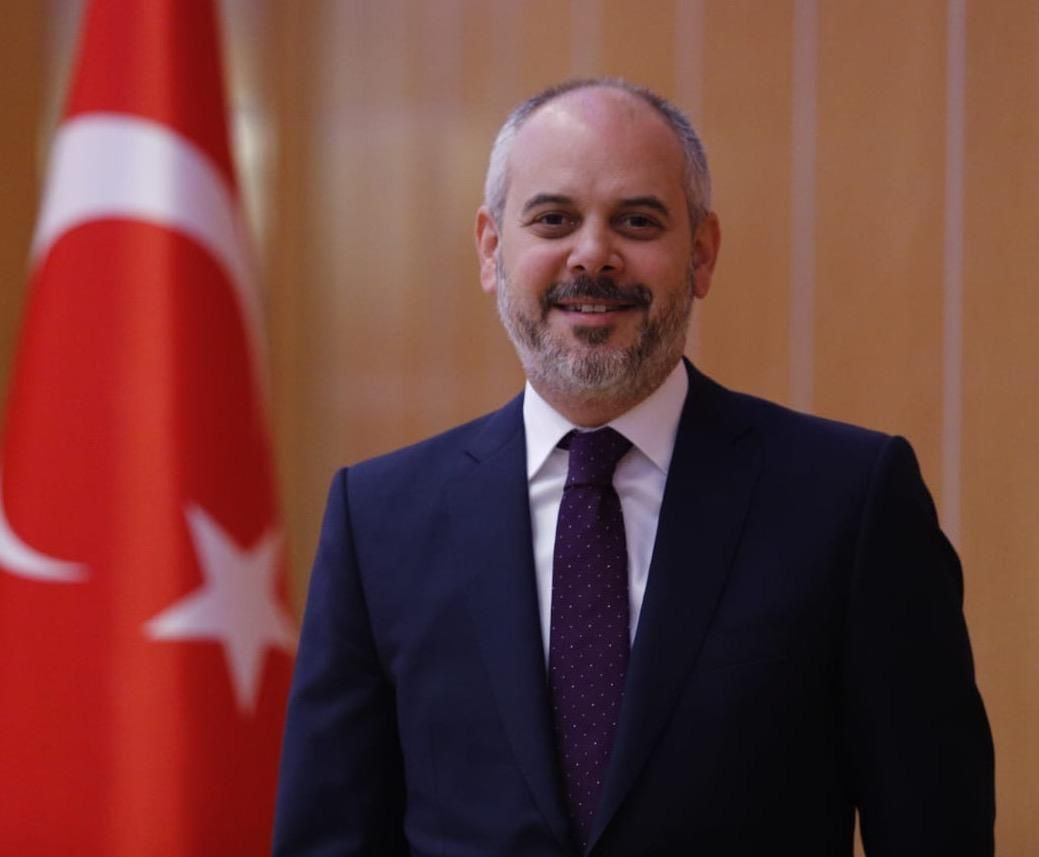
Akif Çağatay Kılıç (2022)

Akif Çağatay Kılıç (* 15. Juni 1976 in Siegen) ist ein türkischer Politiker (AK-Partei).

## Leben und politische Karriere
Akif Çağatay Kılıç wurde im Jahr 1976 in Siegen geboren.
Kılıç absolvierte seine Grund- und weiterführenden Schulen in Deutschland und wechselte zur Deutschen Schule in İstanbul. Er studierte Wirtschafts- und Politikwissenschaften an der Universität Hertfordshire im Vereinigten Königreich. Nach seinem Abschluss arbeitete er in verschiedenen Positionen in der Privatwirtschaft.
Akif Çağatay Kılıç war als Berater und stellvertretender Kabinettschef von Recep Tayyip Erdoğan tätig, der damals Premierminister und Gründungsvorsitzender der AK-Partei war und derzeit Präsident der Republik Türkei ist.
Bei den 24. Parlamentswahlen wurde Kılıç am 12. Juni 2011 zum Abgeordneten der Provinz Samsun für die AK-Partei gewählt und am 25. Dezember 2013 zum Minister für Jugend und Sport ernannt.
In den 25. und 26. Legislaturperioden wurde er erneut als Abgeordneter der Provinz Samsun für die AK-Partei in die Große Nationalversammlung gewählt. Im Juni 2017 erfolgte seine erneute Ernennung zum Minister für Jugend und Sport. Kılıç war in der 61. 62. 63. 64. und 65. Regierung der Republik Türkei als Jugend und Sportminister tätig.
In der 27. Legislaturperiode wurde er als Abgeordneter der Provinz Istanbul gewählt.
Während seiner politischen Laufbahn bekleidete er verschiedene Ämter, darunter die Mitgliedschaft in der türkischen Delegation in der Parlamentarischen Versammlung der NATO, den Vorsitz der türkischen Delegation in der Parlamentarischen Versammlung des Europarats, die Leitung der Türkei-Deutschland-Freundschaftsgruppe sowie den Vorsitz des Auswärtigen Ausschusses. Gegenwärtig ist er als Botschafter und Chefberater für Außen- und Sicherheitspolitik des Präsidenten tätig.
Akif Çağatay Kılıç spricht neben Türkisch fließend Deutsch und Englisch. Er ist verheiratet und Vater von zwei Töchtern.
Çağatay Kılıç stammt aus einer politisch engagierten Familie. Sein Onkel war von 2010 bis 2012 Generalsekretär des Nationalen Sicherheitsrats der Türkei, sein Großvater war von 1961 bis 1980 Abgeordneter der CHP in der Nationalversammlung.

## Kontroverse
Nach einem am 5. September 2016 von Michel Friedman mit Kılıç im Auftrag der Deutschen Welle (DW) geführten Interview beschlagnahmten Mitarbeiter des türkischen Jugend- und Sportministeriums, nach Angaben von DW-Mitarbeitern, das Interviewmaterial unter dem Hinweis, ohne die Herausgabe sei ein Verlassen des Gebäudes nicht möglich. DW-Intendant Peter Limbourg kritisierte dies als „eklatanten Verstoß gegen die Pressefreiheit“. Er erklärte: „Was wir hier erleben, erfüllt den Tatbestand der Nötigung durch die türkische Führung. Das hat mit Rechtsstaatlichkeit und Demokratie nichts mehr zu tun.“ Es könne nicht sein, dass ein Minister bereitwillig ein Interview gebe und dann dessen Ausstrahlung verhindern wolle, „weil ihm die Fragen nicht gepasst haben.“ Die Deutsche Welle forderte die türkischen Behörden zur sofortigen Herausgabe des Videomaterials auf. Sie prüfe zudem mögliche rechtliche Schritte. Der Deutsche Journalisten-Verband (DJV) forderte die türkischen Behörden auf, das beschlagnahmte Material unverzüglich herauszugeben. Der DJV-Bundesvorsitzende Frank Überall sagte: „Das ist der schwerstmögliche Angriff auf die Pressefreiheit, wie wir ihn nur aus Diktaturen kennen.“ Er forderte, das Auswärtige Amt müsse sich einschalten.
Kılıç bestritt, dass das Interview beschlagnahmt worden sei und erklärte, solche Berichte entsprächen nicht der Wahrheit. Man habe lediglich gefordert, das Interview nicht auszustrahlen. Die Deutsche Welle müsse diesem Wunsch nach Autorisierung nachkommen. DW-Sprecher Christoph Jumpelt widersprach Kılıç und erklärte: „Das Team der DW hat das Material keineswegs aus freien Stücken an die Vertreter des türkischen Ministeriums übergeben“. Er sagte: Dies geschah vielmehr unter „unmissverständlichem Druck“ und bezeichnete die Behauptung Kılıçs als „schlichtweg abenteuerlich“. „Wenn das Videomaterial nicht unrechtmäßig konfisziert worden wäre, hätte die DW das Material noch und könnte die Sendung wie geplant ausstrahlen“, teilte Jumpelt mit und erklärte: „Eine Abnahme des Interviews stand vor und während der Aufzeichnung nie zur Debatte. Diese vermeintliche Verpflichtung ist eine freie Erfindung des türkischen Ministers für Jugend und Sport.“
Der Sprecher der deutschen Bundesregierung, Steffen Seibert, erklärte bezüglich des Vorfalls, die Pressefreiheit sei nicht verhandelbar. Der deutsche Botschafter in der Türkei, Martin Erdmann, sprach in Ankara mit Kılıçs Büroleiter. Dabei habe er deutlich gemacht, dass Pressefreiheit für die deutsche Bundesregierung und die deutschen Medien sehr wichtig sei. Zugleich wünsche sich die Bundesregierung, dass „die Pressefreiheit auch in der Türkei zur Anwendung kommt.“

## Ehrungen
- 2011: Verdienstkreuz am Bande der Bundesrepublik Deutschland